# Марк Коппола
Марк Коппола (англ. Marc Coppola; нар. 29 квітня 1958, Нью-Йорк, штат Нью-Йорк, США) — американський актор та ді-джей.

## Життєпис
Марк Коппола народився 29 квітня 1958 року в місті Нью-Йорк, у сім'ї професора Оґаста Копполи, викладача літератури, та Джой Воґельзанґ — танцівниці та балетмейстера. Актор Ніколас Кейдж та режисер Крістофер Коппола — рідні брати Марка. Батьки розлучилися у 1976 році. Його мати мала хронічну депресію. Мати Копполи має німецьке та польське походження, батько — італійське. Дідусь по батьківській ліні, Кармайн Коппола — був відомий американський композитор, бабуся Ітелі Пенніно — акторкою. Марк є племінником кінорежисера Френсіса Форда Копполи та акторки Талії Шайр, троюрідним братом Софії Копполи, Романа Копполи, Джейсона Шварцмана.

## Особисте життя
Марк Коппола одружений з акторкою Елізабет Сетон Бріндек. У них є двоє дітей — Наташа Коппола-Шалом, яка також є акторкою та Келі Коппола.

## Фільмографія
| Рік       |   | Українська назва                       | Оригінальна назва                             | Роль             |
| --------- | - | -------------------------------------- | --------------------------------------------- | ---------------- |
| 2017      | ф | Помста: Історія кохання                | Vengeance: A Love Story                       | доктор Коллінз   |
| 2015      | ф | Життя з мертвими                       | Living with the Dead                          | професор Тір     |
| 2013      | ф | Повертаючись додому                    | Hitting Home                                  | Фред Сейґер      |
| 2013      | ф | Елітне суспільство                     | The Bling Ring                                | Містер Голл      |
| 2012      | ф | Запаморочливі фантазії Чарлі Свона III | A Glimpse Inside the Mind of Charles Swan III | оповідач         |
| 2005      | ф | Знаки хреста                           | The Signs of the Cross                        | орендодавець     |
| 2002      | ф | Санні                                  | Sonny                                         | Джиммі           |
| 2000      | ф | Бел Ейр                                | Bel Air                                       | Корсон Бейлі     |
| 1999      | ф | Вантажівка Палмера                     | Palmer's Pick-Up                              | Дік              |
| 1996      | ф | Джек                                   | Jack                                          | радіоведучий     |
| 1995      | ф | Покидаючи Лас-Вегас                    | Leaving Las Vegas                             | дилер            |
| 1995      | ф | Побачення на одну ніч                  | One Night Stand                               | Марк             |
| 1994—1997 | с | Закон і порядок                        | Law & Order                                   | суддя / Занетті  |
| 1994      | ф | Норт                                   | North                                         | репортер         |
| 1993      | ф | Смертельне падіння                     | Deadfall                                      | Боб              |
| 1989      | ф | Вдова Дракули                          | Dracula's Widow                               | Бред             |
| 1989      | ф | Поцілунок вампіра                      | Vampire's Kiss                                | веселий хлопчина |
| 1984      | ф | Клуб «Коттон»                          | The Cotton Club                               | Тед              |
| 1979      | ф | Апокаліпсис наших днів                 | Apocalypse Now                                | оповідач         |